# 170023 Vogeley
170023 Vogeley este un asteroid din centura principală de asteroizi.

## Descriere
170023 Vogeley este un asteroid din centura principală de asteroizi. A fost descoperit pe 30 octombrie 2002 la Apache Point Observatory în cadrul programului Sloan Digital Sky Survey. Asteroidul prezintă o orbită caracterizată de o semiaxă mare de 2,78 ua, o excentricitate de 0,11 și o înclinație de 5,2° în raport cu ecliptica.